# Metelčica
Metelčica je slovenska pisava, ki jo je izumil Franc Serafin Metelko. V rabi je bila od leta 1825 do 1833.
Metelko je svojo pisavo predstavil v knjigi Lehrgebäude der slowenischen Sprache. Novo pisavo je uvedel na pobudo slovničarjev, ki niso bili zadovoljni z do takrat uveljavljeno bohoričico. Na Metelka je še zlasti vplivala Kopitarjeva zamisel, da bi moral vsak glas imeti točno eno črko in obratno. 
| velika črka | mala črka | IPA   | sodobna abeceda | izgovorjava                            |
| ----------- | --------- | ----- | --------------- | -------------------------------------- |
| Ƞ           | ƞ         | /ts/  | c               | c                                      |
| Ɥ           | ɥ         | /tʃ/  | č               | č                                      |
| S           | s         | /s/   | s               | s                                      |
|             |           | /ʃ/   | š               | š                                      |
| Ꚇ           |           | /ʃtʃ/ | šč              | šč                                     |
| З           | з         | /z/   | z               | z                                      |
| 𝔛           | 𝔵         | /ʒ/   | ž               | ž                                      |
| H           | h         | /h/   | h               | grlni h                                |
|             |           | /x/   | h               | mehkonebni h                           |
|             | ɺ         | /lj/  | lj              | lj                                     |
|             | ꬻ         | /nj/  | nj              | nj                                     |
| E           | e         | /ɛ/   | e               | poudarjeni široki ê ali nepoudarjeni e |
| Є           | є         | /e/   | e               | poudarjeni ozki é                      |
| Ƨ           | ƨ         | /ə/   | e               | polglasniški e (ǝ)                     |
| O           | o         | /o/   | o               | poudarjeni ozki ó ali nepoudarjeni o   |
| Ꟁ           | ꟁ         | /ɔ/   | o               | poudarjeni široki ô                    |

Metelko je za svojo pisavo določil naslednji abecedni vrstni red:
V nekaterih virih se zasledi navedek, da je Metelko manjkajoče črke prevzel iz cirilice, vendar že bežen pogled pokaže, da to ni res. Iz cirilice je prevzeta samo črka Ɥ. Pri črkah  in  opazimo nekaj podobnosti s cirilico (Ш, Щ). Črka  je enaka kot v cirilici, vendar so jo takratni Slovenci bolj povezovali z nemško gotico. Ostale črke niso cirilici niti podobne in jih lahko štejemo za Metelkov lastni oblikovalski "dosežek". Zlasti zanimiva je črka , ki ne ustreza nobeni drugi pisavi na svetu. V zgornji tabeli lahko opazimo tudi dve različni črki za glas h. Ker večina slovenskih narečij ne loči dveh različic glasu h, so nekateri pisci črko  opuščali.
Metelčica se je povprečnemu Slovencu tistega časa zdela po obliki čudna, da ne rečemo kar grda. Zato se je je hitro oprijel vzdevek krevljica. Poleg Metelka jo je uporabljalo le še pet vidnejših slovenskih piscev. Metelčica se ni razširila po Štajerskem, ker se je tam kar dobro uveljavila dosti preglednejša in preprostejša dajnčica.
Po slovenski abecedni vojni je bila metelčica leta 1833 dokončno prepovedana in kmalu potem so Slovenci soglasno sprejeli gajico.